# Tègula i ímbrex

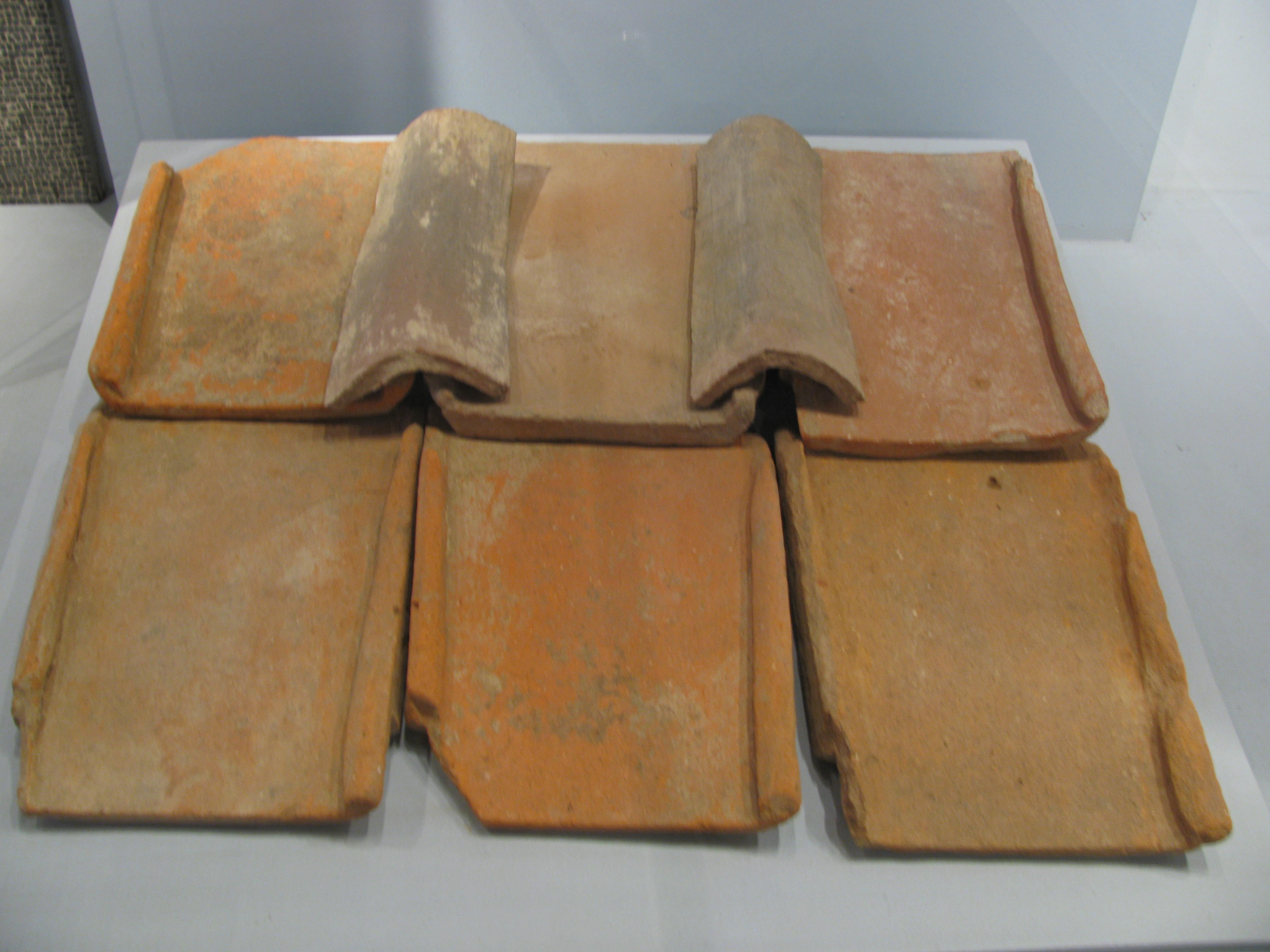
tègula i ímbrex

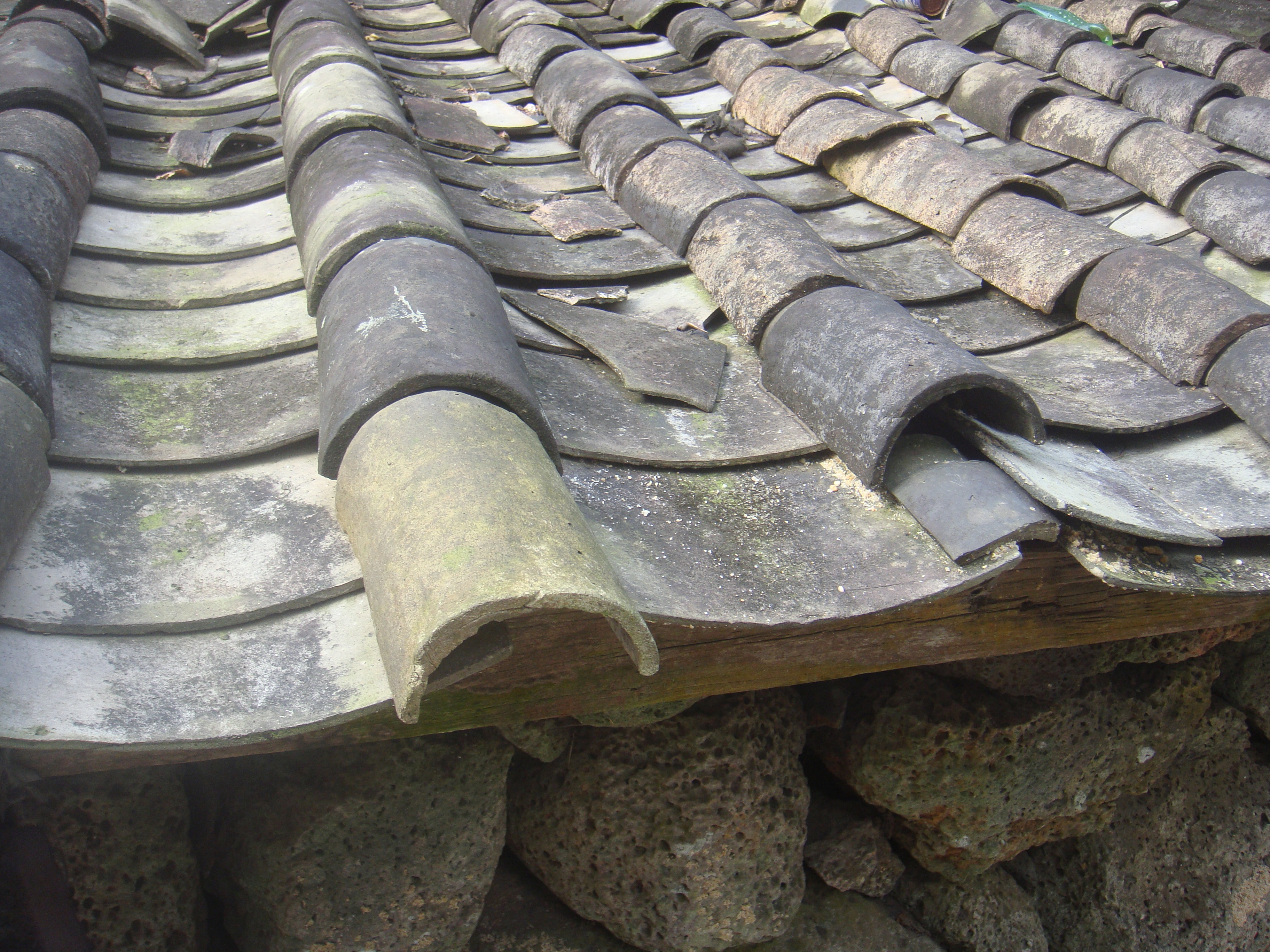
Teulada a Hainan a la Xina

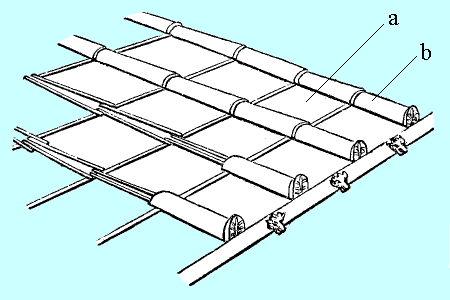
Esquema de la disposició de tègules i ímbrexs
a. tégula
b. ímbrex

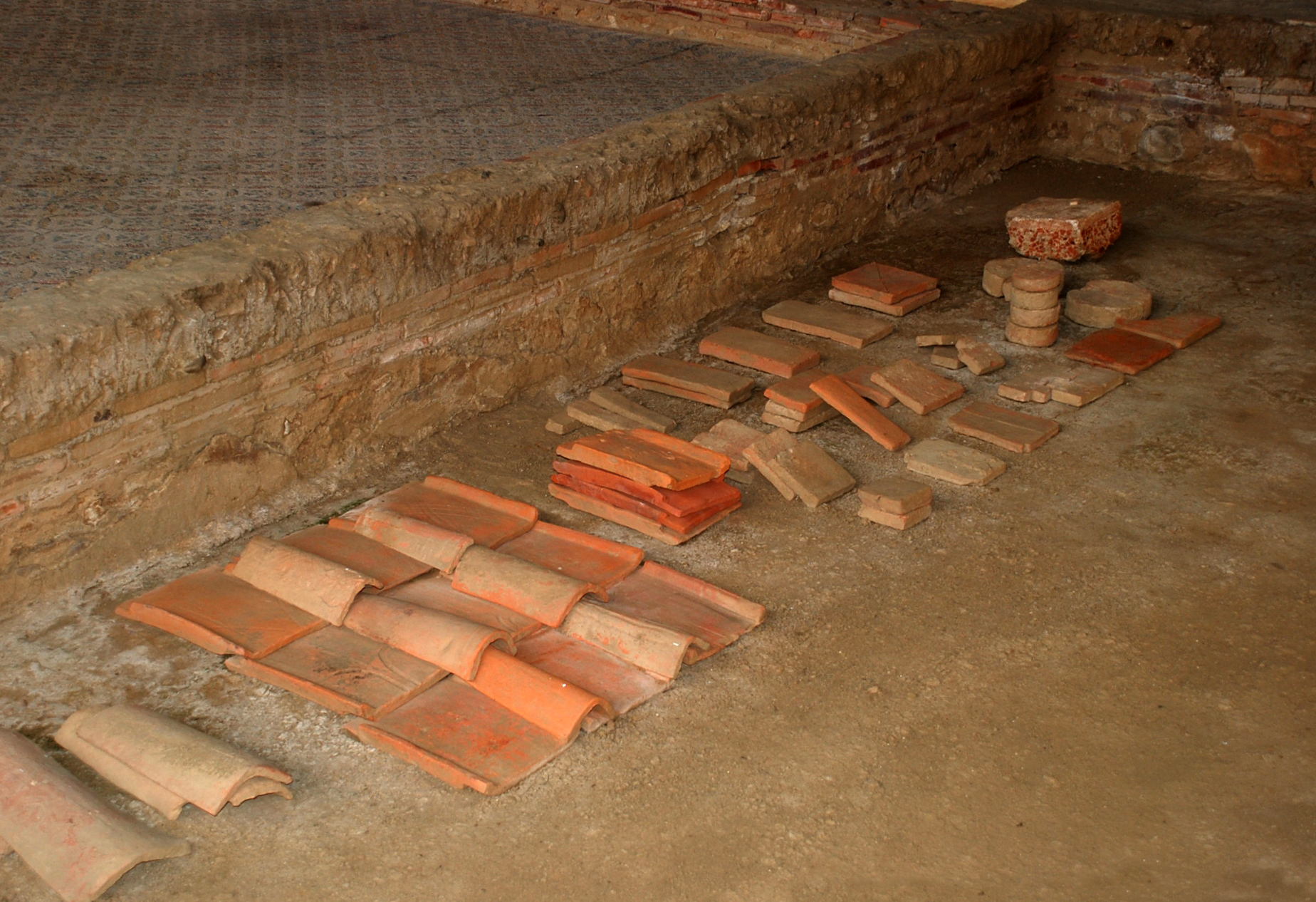
Tegula et imbrex trobats a les excavacions de la vil·la romana de La Olmeda a Pedrosa de la Vega

Tegula et imbrex és un sistema de cobertura freqüent als edificis de l'antiga Grècia i Roma. Consisteix en una primera capa, damunt la infraestructura de fusta, de tegula, una mena de teula plana rectangular, els junts de les quals es cobreixen d'imbrex, un teula rodona que s'assembla a la teula romana. Un sistema semblant es fa servir a la Xina, on la tegula és lleugerment còncau.
A la fi de l'era romana, a la Gàl·lia es va abandonar la fabricació de les tegulae, la fabricació de les quals feia menester de molta precisió per obtenir-ne que encaixaven bé, i es va construir teulats amb només imbrex o teules romanes, que s'alternaven amb files concaves i convexes. Aquesta tècnica continua fins a l'actualitat a tota la conca mediterrània.

## Etimologia
En llatí es diu tegula et imbrex i en grec στεγαστήρ και καλυπτήρ stegaster & kalypter. El llatí tegula significa «teula» i imbrex, plural imbrices significa «teula cobertora, carenera». Isidor de Sevilla (±560-636) explica els dos mots en la seva obra Etimologiae: «tegulae vocatae quod tegant aedes, et imbrices quod accipiant imbres» (es diuen teules perquè cobreixen els edificis i imbrexs perquè contenen les pluges).

## Forma i disposició de tègules i ímbrexs

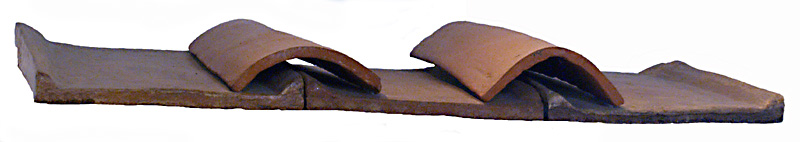
Disposició de tègules i ímbrexs

Les teules planes ordinàries que els romans fan servir solen ser de terracota, rectangulars o trapezoïdals, amb dues pestanyes o vores al llarg dels costats majors. Només per edificis nobles com temples es fan servir teules de marbre. Hi ha nombroses variants de dimensions i de forma segons terrisseries o regions. Les pestanyes poden ser unes simples vores laterals o tenir la forma que es veu en les il·lustracions, és a dir un cordó en forma de quart de tronc de con. Hi ha entallaments que permeten l'encaix d'una teula sobre una altra.
Les mides oscil·len al voltant dels dos peus romans en el costat més gros (aproximadament 60 cm) i un i mig (uns 45 cm) en el menor, però amb desviacions importants.
Les tegulae més grosses conegudes apareixen a Paestum a Itàlia, la Poseidonia dels fundadors grecs, en l'anomenat sacellum (llatí per ‘petit santuari’), construcció de caràcter funerari del segle iv aC. Assoleixen unes dimensions de 75 per 110,5 cm.

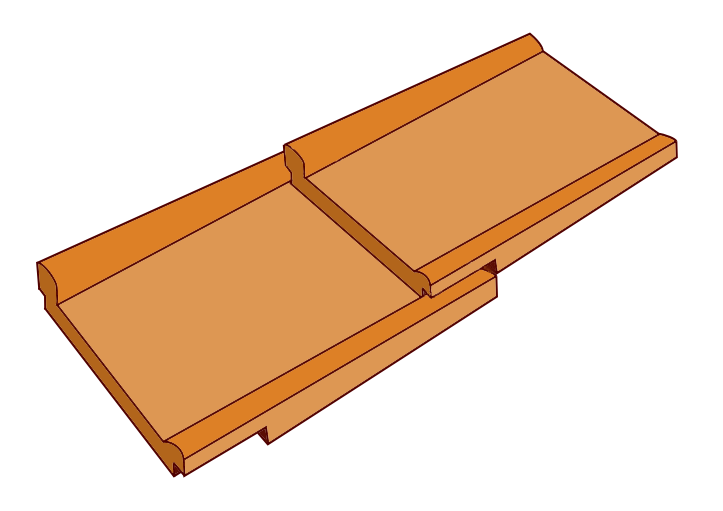
esglaonament de les tègules i la disposició dels ímbrexs.

Les tègules es recolzen sobre les bigues, a les quals es claven. De vegades presenten dues perforacions per donar pas als claus. Es juxtaposen pels costats majors, de manera que cada biga dona suport a dues tègules. La part més gruixuda dels cordons s'adreça aigües avall i se superposa a l'extrem contrari de la teula inferior. Els entallaments externs faciliten l'acoblament. La unió dels cordons o pestanyes de les dues teules es protegeix amb l'ímbrex, una teula semicilíndrica o semitroncocònic de diàmetre suficient per a albergar les juntes de les peces rectangulars.
Cada filera de tègules forma un canal que evacua les aigües de pluja fins a un canaló situat sota el ràfec, des d'on cauen a l'exterior. En les edificacions importants ho fan a través de gàrgoles en forma de cap de lleó. Vitruvi (3.5.15) aconsella que en els costats dels temples se situïn aquests caps de lleó sobre el centre de cada columna i altres en els espais intermedis davant de cada filera de teules. Les que se situen sobre les columnes han d'estar perforades, de manera que donin sortida a les aigües de canal que recull les aigües. Les altres hauran de ser massisses, doncs, en cas contrari, l'aigua que puguin llançar mullaria els vianants que circulessin a través dels intercolumnis. Es solien preferir les tègules usades, ja que sobreviure durant anys a les inclemències del temps i la calor del sol era credencial més que suficient de la bona qualitat de l'argila i la cocció.

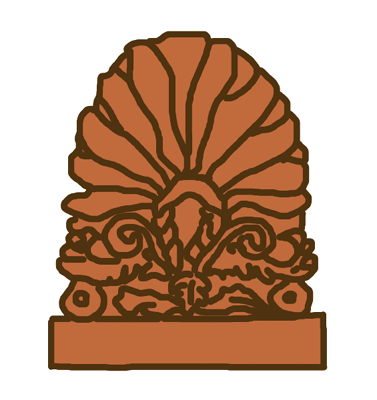
Antefixa amb decoració vegetal.

La part frontal de l'ímbrex que dona a l'exterior del ràfec pot estar coberta amb una placa decorada, generalment de ceràmica, que es diu antefixes (del llatí antefixum, «objecte subjecte davant»). Aquestes plaques reben variades decoracions: elements vegetals estilitzats i palmetes, caps de Medusa, màscares teatrals i qualsevol altre motiu que es pogués adaptar a la forma de les antefixes.
Consta l'existència de tègules de bronze en alguns temples de Roma com el Panteó fins que van ser retirades per l'emperador romà d'Orient Constant II l'any 655 per reutilitzar el metall. Plini el Vell (33.57) testifica la presència de tègules de bronze daurat al Capitoli.

## Orígens

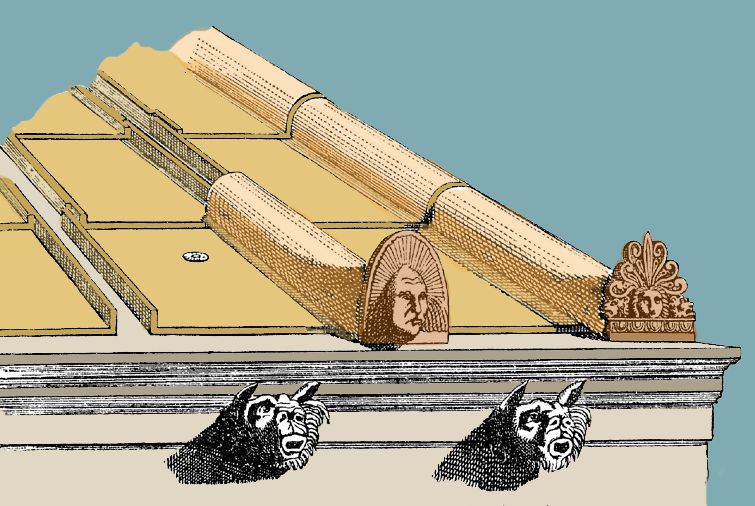
Unió dels elements d'un teulat segons Daremberg-Saglio

Els orígens d'aquests elements de cobertura són grecs. Els temples grecs es cobrien amb grans tègules de marbre, els ímbrexs tenien forma dièdrica (ímbrexs corintis). El geògraf Pausànies atribueix l'invent d'aquest mitjà de coberta a Bizes de Naxos, que l'hauria introduït a 620 aC. Les tègules pètries tenien l'avantatge de permetre superfícies molt més grans que els materials ceràmics. L'economia del material ceràmic va fer que aquest s'imposés a les cobertes d'edificis domèstics o de menor monumentalitat. Als ímbrexs corintis es van sumar els laconis, semicilíndrics o semitroncocònics.
Una anècdota ocorreguda l'any 173 aC revela l'interès que van despertar entre els romans les tègules de marbre que cobrien els temples grecs. Segons Tit Livi que el censor Quint Fulvi Flac volia edificar amb la màxima esplendor el temple a la Fortuna Eqüestre que havia promès quan intervenia en qualitat de pretor en les Guerres Celtíberes. Aquell any Fulvi Flac va marxar al Brútium, al sud d'Itàlia, i hi va desmuntar la meitat del sostre del temple de Juno Lacinia que estava als afores de Crotona. Amb les tègules marmòries retirades pretenia ensostrar el seu temple de Roma. Es va produir un enorme enrenou que va acabar amb la intervenció del Senat romà, que va obligar el censor a tornar els materials robats i desagreujar la deessa per l'espoli.
L'arquitectura grega feia servir antefixes esculpides en pedra que representen motius o grups de certa complexitat. Segons Plini el Vell el terrisser Butades de Corint va ser el primer que va fabricar tegulae de ceràmica.

## Exemplars especials
S'han conservat en diferents jaciments arqueològics tègules amb perforacions que permeten el pas d'un tub que podria haver servit per a l'evacuació de fums en cuines o altres dependències on es fes foc. També hi ha altres dotades en la part central de llanternes de forma aproximadament semiesfèrica, amb obertures de ventilació. Es coneixen també exemplars retallats obliquament per adaptar-los a les arestes de les teulades a quatre aigües que aboquen cap a l'interior dels atris de les cases.

## Usos especials de les tègules i ímbrexs

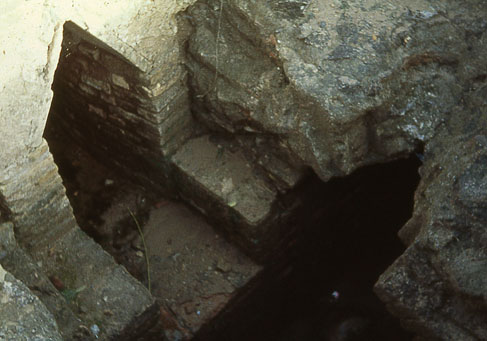
Intersecció de clavegueres a Itálica (Bètica)

Els ímbrexs es van usar freqüentment per a confeccionar canalons de desguàs, especialment en viles rústiques. Les tègules, per la seva gran superfície i la bona rigidesa que els proporcionen els cordons laterals, són un material de construcció versàtil, alhora que barat, de manera que al llarg de la història s'han aplicat a infinitat d'usos. Els més freqüents són:
- Falses voltes constituïdes per un diedre en el qual cada cara està formada per una tègula o una successió d'elles. Sobre les tègules s'acumulen altres materials: terra o formigó. Aquesta solució s'aplica al cobriment de tombes d'inhumació i a la construcció de clavegueres la llum no és massa ampla.
- Falses voltes o cels rasos amb armadures metàl·liques (Vitruvi 5.10.3). Les tègules es disposarien sobre bandes metàl·liques rectes o corbades per formar l'esquelet d'una falsa volta de canó. Per la part superior es travaven amb argila pastada amb crinera, mentre que la inferior rebria un primer referit amb morter de calç i ceràmica triturada (Opus signinum), sobre el qual després s'aplicava estuc o un arrebossat fi d'acabat.
- Vitruvi (5.10.2) prescriu l'ús de tègules en la construcció de les cambres subterrànies que s'usen en les termes per a la calefacció (hypocausis). El sòl es suspèn sobre petits pilars de maó col·locats a la distància adequada perquè puguin suportar sobre ells les tègules que formaran la base del terra de l'estança.
- Cobertes de canals en els aqüeductes. També hi ha algun exemple d'ocupació de tègules per impermeabilitzar l'interior d'un canal, si bé aquesta pràctica va haver de ser ocasional i probablement tardana.

## La tègula com mesura aproximada de superfície
El nombre de tègules que comportava la coberta d'un edifici es feia servir, més que com a mesura, com a índex aproximat de les dimensions. Aquest sistema d'estimació s'usava en les normes que ordenaven l'urbanisme de les ciutats romans. Així, per exemple, en el capítol 76 de la Lex coloniae Genetivae Iuliae, l'antiga Urso, Osuna (província de Sevilla), s'establia el següent: «Que ningú tingui al recinte de la colònia Julia terrisseries d'una superfície superior a tres-centes teules. »